# Lème
Lème település Franciaországban, Pyrénées-Atlantiques megyében. Lakosainak száma 168 fő (2022. január 1.). Lème Auga, Garlède-Mondebat, Méracq, Thèze és Pouliacq községekkel határos.

## Népesség
A település népességének változása:
| Lakosok száma | 170  | 165  | 166  | 166  | 166  | 166  | 168  | 168  |
|               | 2013 | 2015 | 2017 | 2018 | 2019 | 2020 | 2021 | 2022 |